# Nefta

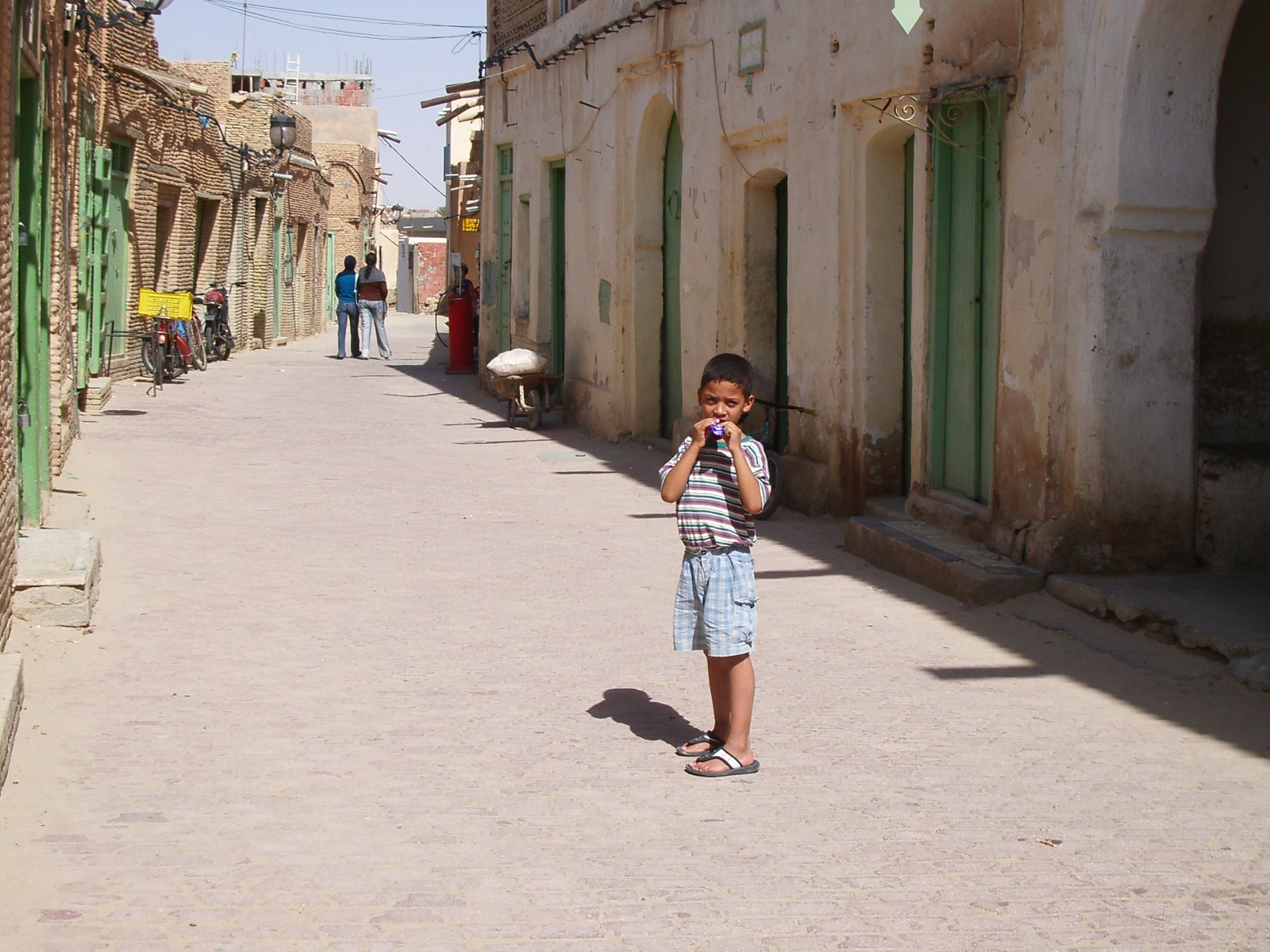
Carrer de Nefta

Nefta (àrab: نفطة, Nafṭa) és una ciutat de Tunísia en la governació de Tozeur, situada uns 15 km a l'oest de la ciutat de Tozeur i a uns 35 km de la frontera algeriana. La municipalitat té 20.308 habitants. És capçalera d'una delegació amb 21.460 habitants.

## Economia
La seva activitat econòmica està fortament basada en el turisme i l'explotació dels dàtils del palmerar de l'oasi de Nefta. El palmerar (francès: Corbeille de Nefta), amb més de 350.000 palmeres, és un dels més importants del país i la varietat Deglet Nur que s'hi produeix és la més apreciada. Hi ha unes 151 fonts que permeten també una explotació agrícola.
L'arquitectura utilitza una rajola característica, que es pot apreciar especialment al barri tradicional d'Ouled Ech Cherif al sud-est de la ciutat. A la rodalia es va rodar alguna escena de la pel·lícula La guerra de les galàxies i es va construir un decorat que avui dia és un reclam turístic.

## Patrimoni

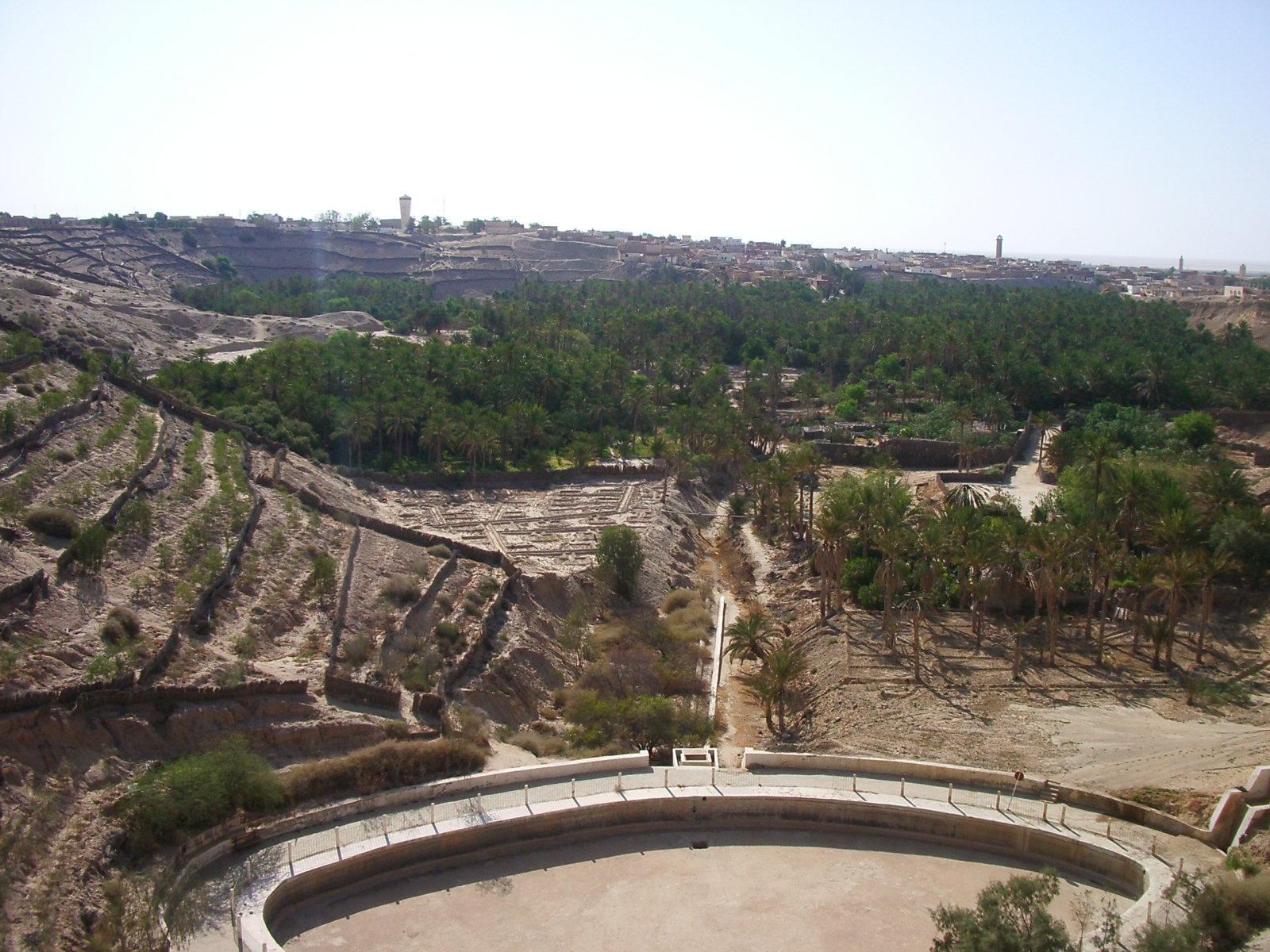
Petit palmerar i bassa

Fou centre de la confraria o zàwiya sufí de Kadria, a la qual fou afiliada Isabelle Eberhardt, i la seva influència es conserva a la ciutat. Hi ha un centenar de marabuts o capelles i n'és el més famós el de Sidi Bou Ali, que va expulsar els ibadites de l'oasi al segle xiii. Al barri d'Ez Zaouia, hi ha l'interessant marabut de Sidi Mohammed Bel Hajj, un dels pocs que va resistir la riuada del 1969. Les edificacions religioses es concentren al barri d'Al Bayhada. La principal mesquita és la de Sidi Salem. És la segona ciutat més santa de Tunísia després de Kairuan. Fins al 1948, va tenir un barri jueu anomenat Haara, però després els jueus van emigrar a Israel.

## Història

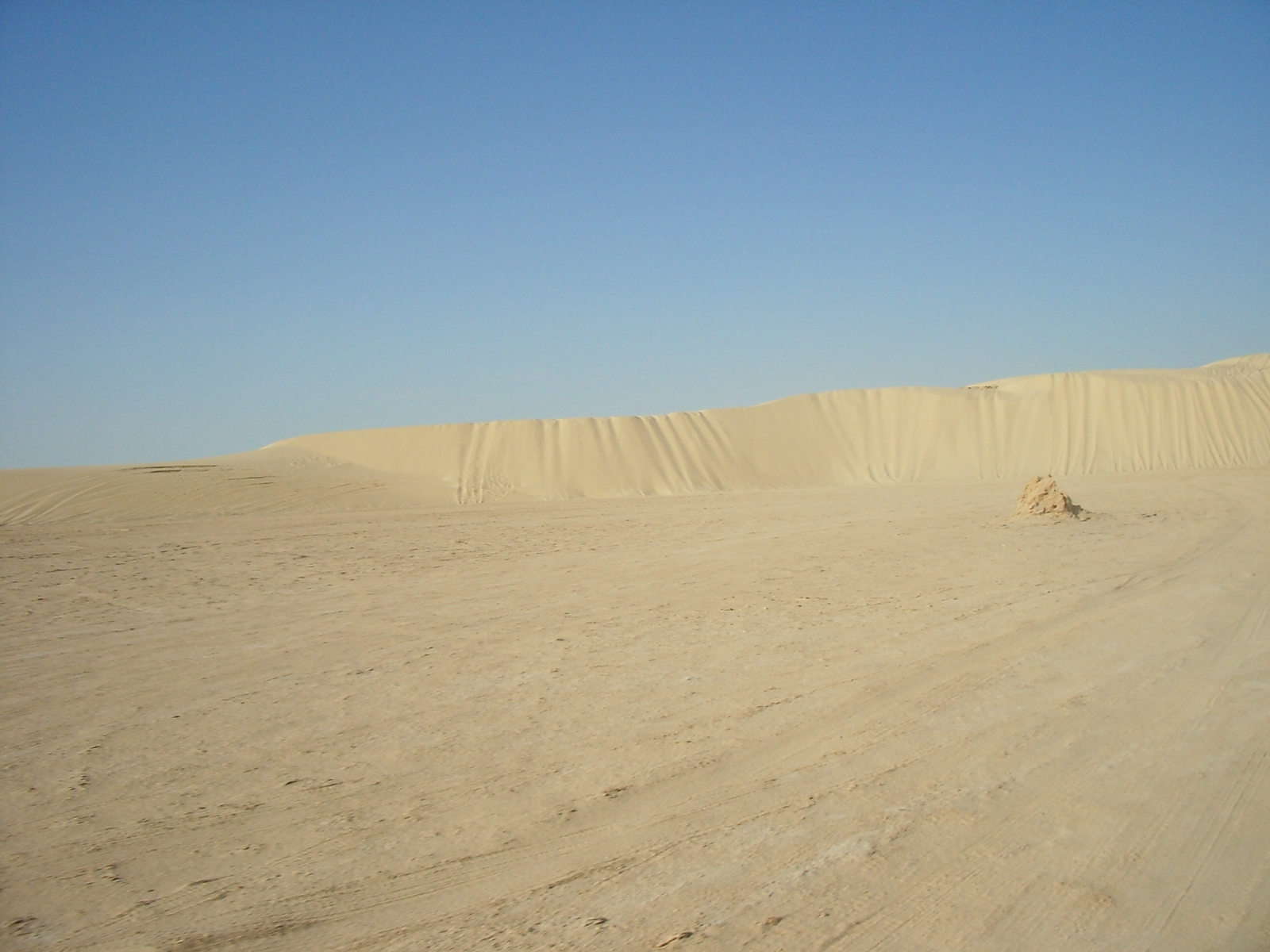
Dunes prop de Nefta

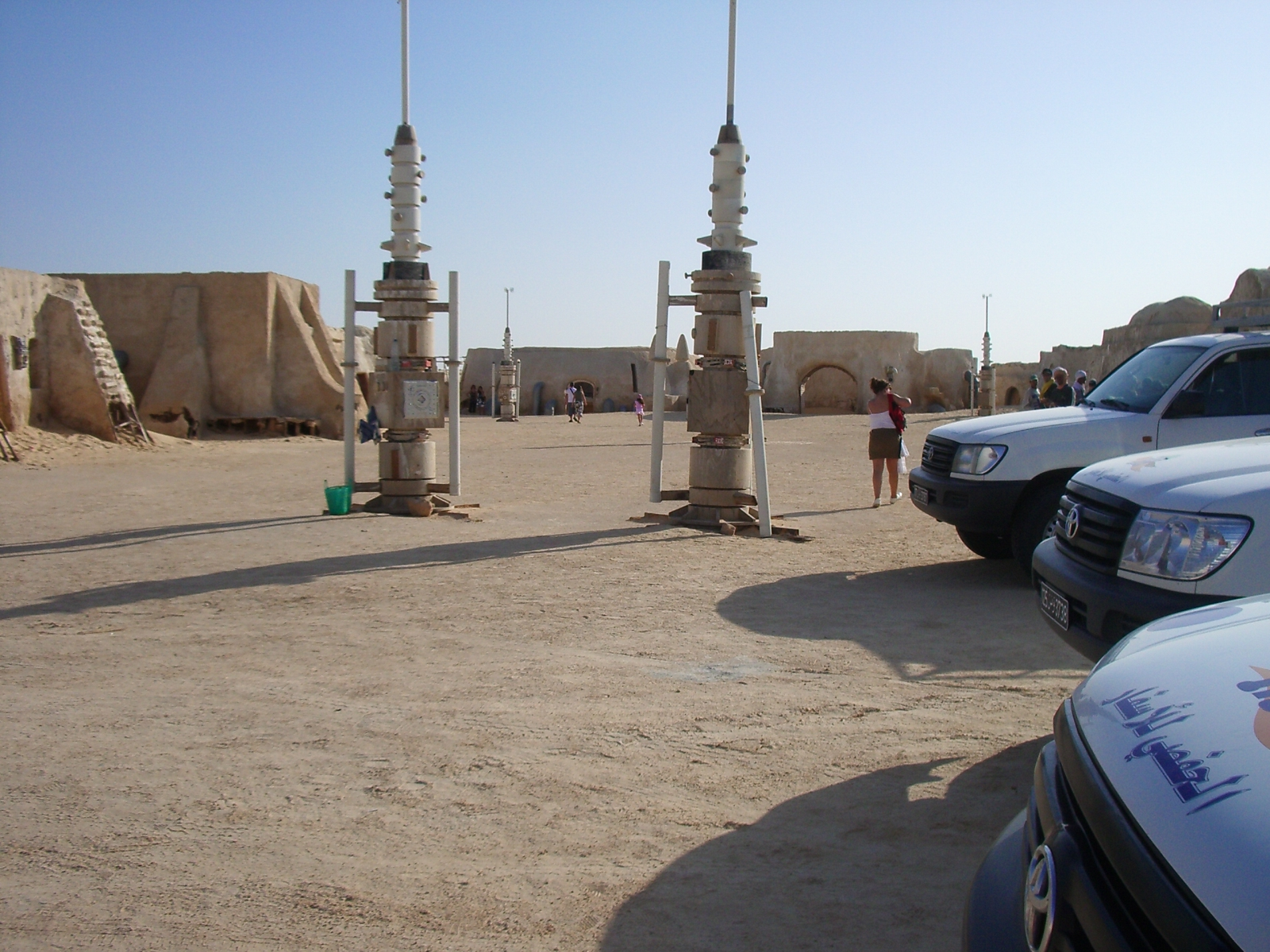
Decorat de La guerra de les galàxies

S'hi han trobat restes del Neolític i la zona fou de poblament líbic. Va quedar dins el Regne de Numídia fins que l'any 38 fou annexionada a Roma sota el govern de Seplus Vibilià. Fou una posició avançada romana que tenia el nom de Nepte o Aggarsel-Nepte i servia d'escala en la ruta entre Tusoros (Tozeur) i Aquae (al-Hamma). Una presa a l'oued Nafta ja presenta restes romanes i no hi ha indicis que deixés d'ocupar-se.
Va ser després dels vàndals i dels romans d'Orient, fins al 686, que la dominà Uqba ibn Nafi. La població antiga va quedar engolida per l'arena i una nova ciutat es va construir el 690 i es va dir Zaafrana (que vol dir ‘safrà’).
De Nefta va sortir-ne Tàriq ibn Ziyad amb dotze mil amazics per tal d'ajudar un partit visigot contra un altre bàndol en la lluita civil que tenia lloc al Regne de Toledo. El 833, hi va entrar Sufyan ibn Suda. El 944, es va convertir en un centre dels kharigites i ibadites, després que haguessin estat foragitats d'altres llocs. Els cristians hi van viure fins al 1050 (Ibn Khaldun afirma que fou fins al segle xiv).
El 1301, s'hi van construir els mausoleus de Sidi Bou Ali i Sidi Nsir. Amb l'arribada dels hilàlides, es va formar un consell local de notables, presidit per la influent família dels Banu Khalaf (segle xiv).
Va passar als otomans al segle xvi i, sota els beis, fou una regió bastant oblidada fins al segle xix. El 1881, va passar a domini francès. El 1943, Rommel va acampar a Nefta. Després de la guerra, es va instal·lar aigua i electricitat a les cases. Entre 1936 i 1975, la població va disminuir: passà de 13.500 en la primera data a 12.500 en la segona (amb el mínim d'11.500 el 1966). L'obertura de l'aeroport internacional a Tozeur i l'afluència del turisme va fer activar el poblament als anys vuitanta i va arribar a 15.000 habitants el 1984, tot i que el creixement era inferior a la mitjana.

## Administració
Com a delegació o mutamadiyya, duu el codi geogràfic 62 54 (ISO 3166-2:TN-12) i està dividida en vuit sectors o imades:
- Chafaï Ech-Cherif (62 54 51)
- 1er Juin (62 54 52)
- El Ouaha (62 54 53)
- Es-Seni (62 54 54)
- El Ayoun (62 54 55)
- Ettahrir (62 54 56)
- El-Assil (62 54 57)
- El Khadar Ben Houssine (62 54 58)

Al mateix temps, forma una municipalitat o baladiyya (codi geogràfic 62 14).

## Galeria d'imatges

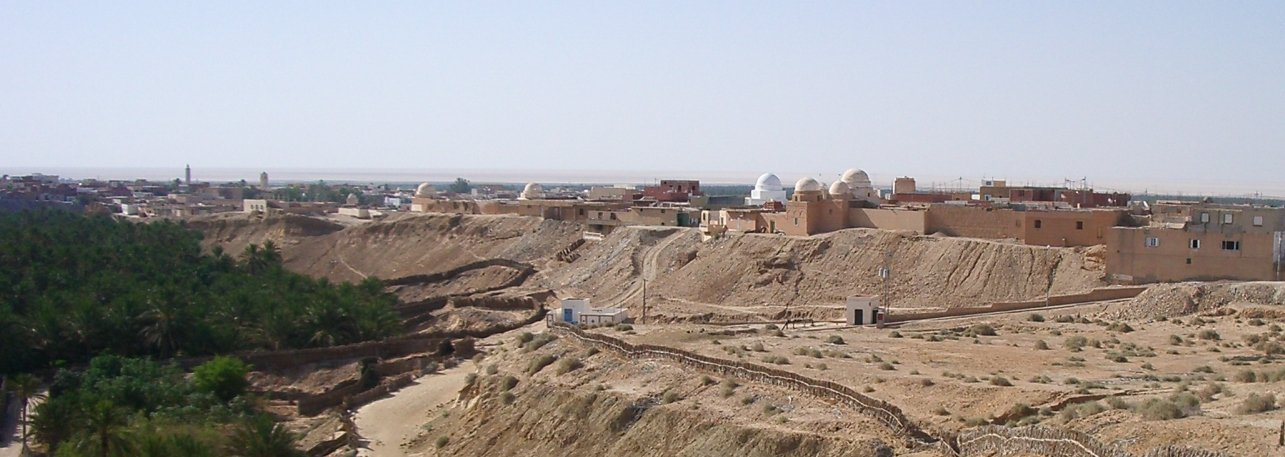
Panorama de la ciutat
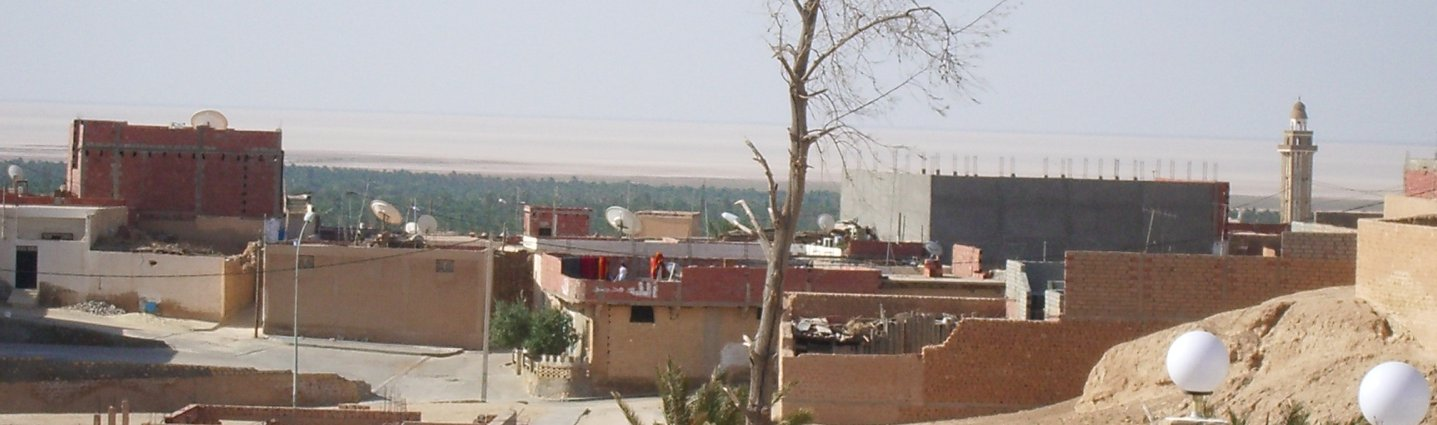
El palmerar des de la ciutat